# José León Pagano
José León Pagano (Buenos Aires, 20 gennaio 1875 – 18 novembre 1964) è stato uno scrittore, drammaturgo e pittore argentino.
Approfondì nelle sue opere i conflitti di coscienza derivanti dalle crisi d'ideologia del XX secolo.

## Opere
- La balada de los sueños
- A través de España literaria
- El santo, el filósofo y el artista
- La bola de los sueños
- Cómo estrenan los autores
- El hombre que volvió a la vida
- El arte de los argentinos
- Formas de vida

### Drammi
- Más allá de la vida
- Nirvana
- Almas que luchan
- Los astros
- El sobrino de Malbrán
- Cartas de amor
- El secreto de los otros
- El inglés de anoche se llama Aguirre.